# Xafranio
En la liturgia griega el xafranio es un bastón ricamente adornado y menos alto que el báculo, el cual llevan los obispos fuera de la iglesia.
Les sirve de sostén y al propio tiempo indica su dignidad. También le emplean en el templo en ciertas ceremonias, cuando no ofician de pontifical.